# بلاژ کرالیویچ
بلاژ کرالیویچ (کرواتی: Blaž Kraljević؛ ۱۶ سپتامبر ۱۹۴۷ – ۹ اوت ۱۹۹۲) رهبر گروه شبه‌نظامی نیروهای دفاعی کرواسی در بوسنی و هرزگوین در جریان جنگ بوسنی بود.
وی در ۹ اوت ۱۹۹۲ در موستار توسط شورای دفاع کرواسی ترور شد.